# Böhmische Kammer
Die Böhmische Kammer (tschechisch Česká komora) war eine Behörde zur Verwaltung der königlichen Finanzen im Königreich Böhmen. Sie wurde 1527 eingerichtet und bestand bis zu einer Verwaltungsreform im Jahr 1745. Sie unterstand der Hofkammer in Wien. Ihr Sitz war in Prag.

## Entstehung
Obwohl die böhmischen Länder zu Beginn des 16. Jahrhunderts zu den bedeutsamsten europäischen Silberproduktionsgebieten zählten, verfügten die Jagiellonen über keine ausreichenden Machtinstrumente, um die königliche Kammer zu füllen. Ältere Königsgüter wurden langfristig verpfändet, Einnahmen aus dem Herrscherregal wurden von den Führern der Adelsgruppierungen kontrolliert. Zu den Gläubigern des Königs gehörten die größten Magnaten, die ihre finanziellen Forderungen an die königliche Kammer rücksichtslos dazu ausnutzten, Beute zu machen. Die damalige Krise der königlichen Macht und das Übergewicht der ständischen Verwaltung der Länder der Böhmischen Krone spiegelte sich wesentlich in einer Plünderung der Haupteinnahmequellen des Königshofes wider. Die Verwaltung des Kammerguts oblag dem Oberstlandkämmerer, der zugleich Mitglied des Herrenstands war.
Als der Habsburger Ferdinand I. 1526 zum Böhmischen König gewählt wurde, stand es folglich um die Einkünfte der Krone schlecht. Die meisten königlichen Domänen waren verpfändet. Das Münzrecht befand sich zum Teil in den Händen einzelner Adelsgeschlechter, und die ständischen Landtage bewilligten kaum Steuern. Wenn sie Abgaben genehmigten, wurden diese zum größten Teil von den Ständen einbehalten und zur Schuldentilgung verwendet. Daher ist es insgesamt verständlich, dass König Ferdinand I. gleich in den ersten Jahren nach der Besteigung des böhmischen Throns mit außerordentlicher Energie bemüht war, diese Situation zu ändern und ein neues Steuersystem durchzusetzen, das der königlichen Kammer höhere und, falls möglich, regelmäßigere Einnahmen bescherte. Ferdinand war sich bewusst, dass er die königliche Gewalt nur würde stärken können, wenn er Ordnung in das Finanzwesen brächte, sich neue Einkommensquellen erschlösse und den Einfluss der Stände auf die Finanzverwaltung der Krone verringerte. Eine seiner ersten Regierungshandlungen (noch vor der Krönung) zum Böhmischen König war daher die Einrichtung der Böhmischen Kammer. Die neue Behörde war allein dem Herrscher unterstellt und arbeitete als kollegiale Behörde unter der Führung des Kammerpräsidenten. Neben diesem gehörten ihr zunächst vier Räte als leitende Beamte und etwa ein Dutzend untergeordnete Schreiber an. Die erste Kammerordnung erließ der König 1527, als er sich zur Krönung in Prag aufhielt. Die Ordnung legte Struktur und Aufgaben der neuen Behörde fest.
Der Oberstkämmerer verlor dabei an Bedeutung, seit Ferdinand I. 1527 einen eigenen Rat der königlichen Kammer mit sieben von ihm frei einzusetzenden Mitgliedern einrichtete; auch die Ämter des Unterkämmerers wurden dadurch in ihrer Kompetenz praktisch eingeschränkt während das Amt des königlichen Prokurators aufgewertet wurde, da dieser für die Wiedergewinnung königlicher Güter und Einkünfte zu sorgen hatte.
Der König berief dazu ganz gezielt einzelne hervorragende Finanzexperten in den Rat (wie Christoph von Gendorf, Florian Griespek von Griespach). Ferdinand besetzte dieses Gremium ebenso wie das Kollegium der Landeshauptleute, das ihn bei Abwesenheit sozusagen als Regierungsausschuss zu vertreten hatte, aus verschiedenen politischen Gruppierungen so, dass keine Partei das Übergewicht bekam und – etwa wie unter den Jagiellonen – ihre eigene Regierungspolitik hätte betreiben können.

## Aufgaben
Die Böhmische Kammer war für die Einkünfte und die Schulden aller königlichen Güter innerhalb der böhmischen Krone zuständig. Darüber hinaus sollten ihr die dem König zustehenden Einnahmen aus den Regalien, Zöllen, Ungelt, diversen Gebühren usw. zufließen. Ihre Beamten sollten sich zunächst einen Überblick verschaffen, was dem König in Böhmen überhaupt gehörte und gegebenenfalls Ansprüche auf entfremdetes Krongut geltend machen. Dann sollten die Kammerräte damit beginnen, Außenstände konsequent einzutreiben. Sie sollten einerseits verpfändete Güter auslösen und andererseits Vorschläge unterbreiten, auf welchen Besitz man noch Gelder leihen könnte. Der Zuständigkeitsbereich der Kammer erstreckte sich bis 1564 auf alle böhmischen Kronländer, dann wurde eine eigene Schlesische Kammer gebildet.
Die Kammer war das zentrale Organ, das die Finanzpolitik des Königs stützen sollte. Schon 1527 hatte sie Ferdinand so reorganisiert, dass sie durch klare Kompetenzzuweisungen und durch deutliche Funktionstrennung zwischen den einzelnen Kammerräten für ihre Aufgaben effizienter gestaltet wurde. Sie sollte zusammen mit dem sogenannten königlichen Prokurator für den Rückkauf der verpfändeten Krongüter und überhaupt für die Tilgung der Kronschulden sorgen und im Übrigen alle Einkünfte der Krone verwalten und für ihre Eintreibung sowie die ökonomische Amelioration der Kammergüter sorge.

## Präsidenten der Böhmischen Kammer (Auswahl)
- Abraham II. von Dohna (seit 1611)
- Georg Adam Borsita von Martinitz (seit 1628)
- Ferdinand Ernst von Waldstein (seit 1643)
- Franz Leopold von Sternberg (1727 bis 1745)
- Václav Kazimír Netolický von Eisenberg (1748–1759)

## Weitere Entwicklung
Bei all diesen Neuordnungen hatte der König das Gesetz des Handelns an sich gerissen. Infolge der ausgedehnten Tätigkeit der Kammer, die ihre Kompetenz in der Praxis auf alle ökonomischen und politischen Bereiche ausweitete, gewann der König erheblich mehr Einfluss auf die gesamte Landesverwaltung auf Kosten der Landesbeamten und der Stände, die der Kammerverwaltung gegenüber zunehmend feindlich eingestellt waren. 1530 steigerte und präzisierte er in einer zweiten Instruktion die Tätigkeit der Kammer erneut.
Nach dem Böhmischen Ständeaufstand von 1546/47, den Ferdinand I. niederschlagen konnte, wurde das ewige Biergeld als wichtige neue Steuer eingeführt. Ihre Erhebung betraf nur die königlichen Städte und war von der Bewilligung der Landtage unabhängig. Deshalb floss das ewige Biergeld direkt in die Böhmische Kammer. 1564 wurden die königlichen Finanzen in Schlesien an die neu gegründete Schlesische Kammer in Breslau überwiesen und aus dem Zuständigkeitsbereich der Böhmischen Kammer ausgegliedert.
Beim Tod Ferdinands I. war die Böhmische Kammer bereits hoch verschuldet. Auch unter den Kaisern Maximilian II. und Rudolf II. konnten ihre Finanzen nicht saniert werden, und der Schuldenstand stieg unaufhaltsam weiter. Nach 1575 drohte mehrfach die Zahlungsunfähigkeit der Behörde. Als nach der Niederschlagung des Böhmischen Ständeaufstands 1621–23 die Güter der Aufständischen eingezogen wurden, floss der Erlös aus Verkäufen eines Teils dieser Güter der Böhmischen Kammer zu.
Durch die Verwaltungsreformen der Kaiserin Maria Theresia wurde die Böhmische Kammer 1745 aufgehoben.